# Forino
Forino est une commune italienne de la province d'Avellino, dans la région Campanie.

## Administration
| Période                                  | Période | Identité | Étiquette | Qualité |
| ---------------------------------------- | ------- | -------- | --------- | ------- |
|                                          |         |          |           |         |
| Les données manquantes sont à compléter. |         |          |           |         |

### Hameaux
Petruro, Celzi, Castello

### Communes limitrophes
Bracigliano, Contrada, Monteforte Irpino, Montoro, Moschiano, Quindici